# Champlin (Minnesota)
Champlin es una ciudad ubicada en el condado de Hennepin en el estado estadounidense de Minnesota. En el Censo de 2010 tenía una población de 23089 habitantes y una densidad poblacional de 1.021,04 personas por km².

## Geografía
Champlin se encuentra ubicada en las coordenadas 45°10′21″N 93°23′14″O / 45.17250, -93.38722. Según la Oficina del Censo de los Estados Unidos, Champlin tiene una superficie total de 22.61 km², de la cual 21.15 km² corresponden a tierra firme y (6.45%) 1.46 km² es agua.

## Demografía
Según el censo de 2010, había 23089 personas residiendo en Champlin. La densidad de población era de 1.021,04 hab./km². De los 23089 habitantes, Champlin estaba compuesto por el 89.01% blancos, el 4.8% eran afroamericanos, el 0.39% eran amerindios, el 3.09% eran asiáticos, el 0.03% eran isleños del Pacífico, el 0.49% eran de otras razas y el 2.19% pertenecían a dos o más razas. Del total de la población el 2.04% eran hispanos o latinos de cualquier raza.